# Hölder-continuïteit
In de analyse, een deelgebied van de wiskunde, heet een reële- of complexwaardige functie {\displaystyle f} op een {\displaystyle d}-dimensionale  euclidische ruimte hölder-continu of voldoet deze functie aan de hölder-voorwaarde, als er niet-negatieve reële constanten {\displaystyle C} en {\displaystyle \alpha } bestaan, zodanig dat 
{\displaystyle |f(x)-f(y)|\leq C\,|x-y|^{\alpha }}
voor alle {\displaystyle x} en {\displaystyle y} in het domein van {\displaystyle f}. Meer in het algemeen kan de hölder-voorwaarde worden geformuleerd voor functies tussen twee metrische ruimten. Het getal {\displaystyle \alpha } noemt men de exponent van de hölder-voorwaarde. Als {\displaystyle \alpha =1},  is de functie lipschitz-continu. Als {\displaystyle \alpha =0}, is de functie gewoon begrensd.